# Nicolás Villanueva (militar)
Nicolás Villanueva (Mendoza, 1793 - septiembre de 1874) fue un militar argentino que participó en la guerra de independencia y en las guerras civiles de su país, militando en el Partido Unitario.

## Biografía
Se enroló en el ejército en Buenos Aires en el año 1811, revistando en el Regimiento de Infantería Nro. 2, bajo el mando del teniente coronel Juan Bautista Bustos. Prestó servicios en Ensenada y en el sitio de Montevideo. Participó en la captura de la ciudad de Montevideo, que hasta entonces había sido el principal bastión realista en el Río de la Plata. Pocos días después participó durante varias semanas en la lucha contra los partidarios de José Artigas.
Nombrado comandante del Ejército del Norte el general Carlos María de Alvear, envió varias unidades y oficiales a reforzarlo. Si bien Alvear nunca pudo asumir el cargo, las tropas y oficiales se incorporaron al Ejército; entre ellos Villanueva, que se incorporó al regimiento comandado por el coronel Manuel Pagola, en carácter de oficial instructor. Participó en la tercera expedición auxiliadora al Alto Perú y combatió en las batallas de Venta y Media y Sipe-Sipe, ambas decisivas derrotas del ejército en que revistaba.
En 1816 fue nombrado jefe de la escolta de diputado del Congreso de Tucumán Del Corro, que viajaba en comisión a entrevistarse con Artigas. 
Terminada su comisión, fue informado de que el general Manuel Belgrano lo había expulsado del Ejército del Norte junto con su jefe, Pagola. De modo que se dirigió a Buenos Aires, donde solicitó y obtuvo la baja del ejército. Regresó a Mendoza, donde el general José de San Martín no consideró conveniente su incorporación al Ejército de los Andes.
Trabajó durante varios años como maestro de escuela en Mendoza. En 1820 apoyó las reformas educativas que pretendía llevar a cabo en su provincia Juan Crisóstomo Lafinur; fue su socio en la fundación de la Sociedad Lancasteriana de Mendoza. Editó el periódico fundado por Lafinur, "El Verdadero Amigo del País", y se enroló en el partido unitario, dirigido por su pariente Tomás Godoy Cruz. Fue legislador provincial y presidente de la legislatura en 1823. Apoyó el golpe de Estado con que el entonces coronel Juan Lavalle derrocó al general José Albino Gutiérrez y el gobierno de su sucesor, Juan de Dios Correas.
Apoyó la revolución dirigida en 1829 por Juan Agustín Moyano; éste lo nombró ministro de gobierno, y conservó el cargo con su sucesor, el general Rudecindo Alvarado. Organizó y adiestró un batallón de voluntarios para enfrentar la esperada respuesta del caudillo federal, José Félix Aldao. Tras la derrota en la Batalla de Pilar se exilió en Chile, donde recibiría más tarde a Godoy Cruz como asilado.
Durante los siguientes veinte años residió en Chile, trabajando como maestro. Durante algunos breves períodos se le permitió vivir en Mendoza, pero regresó repetidamente a Chile. Perteneció a la Comisión Argentina de emigrados unitarios.
Regresó a Mendoza en 1853, y al año siguiente fue miembro de la Convención Constituyente provincial; ésta se limitó a aceptar sin modificaciones el proyecto constitucional proyectado por Juan Bautista Alberdi, que éste pretendía establecer como modelo de constitución para todas las provincias argentinas.
Durante los años siguientes ocupó distintos cargos públicos, como el de administrador de aduanas. En 1866, al momento de estallar la Revolución de los Colorados era administrador de aduanas; se le exigió la entrega de la caja de la aduana de Mendoza, y ante su negativa fue arrestado y severamente maltratado, hasta verse obligado a ceder. Con los fondos de la aduana se pagaron las primeras campañas de los caudillos federales Juan de Dios Videla y Juan Saá.
Entre 1867 y 1870, su hijo, llamado también Nicolás Villanueva, fue Gobernador de la Provincia de Mendoza. Falleció en Mendoza en septiembre de 1874.